# Eugène Grellier
Eugène Jacques Grellier, né le 3 janvier 1850 à Joué-Étiau (Maine-et-Loire) et mort le 23 février 1939 à Laval (Mayenne), est un prélat français, évêque de Laval de 1906 à 1936. Le 3 octobre 1928, il est le principal consécrateur d'Emmanuel Suhard, prêtre du diocèse de Laval et futur cardinal-archevêque de Paris.

## Biographie
Eugène Grellier est le fils d'Eugène Jacques Grellier, fabricant tisserand, et de Marie Jeanne Pionneau. Il suit ses études à l'Institution de Combrée et au Grand séminaire d'Angers. Prêtre du diocèse d'Angers, il commence sa carrière à l'époque de la politique anticatholique des premiers gouvernements de la IIIe République et du ralliement de 1892 qu'il observe avec méfiance. Il est plutôt de sensibilité monarchique et obéissant - sans plus - aux autorités légitimes de la république, dans le respect de la tradition paulinienne classique. Nommé en 1874 vicaire à Saint-Lambert-du-Lattay puis en 1876 à la cathédrale Saint-Maurice d'Angers, il devient en 1888 curé de Notre-Dame de Cholet. En 1893, il est promu supérieur du grand séminaire et vicaire général du diocèse d'Angers, dans un pays marqué par le génocide vendéen un siècle plus tôt.
Nommé évêque de Laval en 1906, il assume pendant trente ans son ministère épiscopal. Il est consacré par le pape Pie X — assisté de Louis-Joseph Luçon et d'Émile-Christophe Énard — préoccupé de choisir des apôtres non suspects de modernisme. Eugène Grellier est donc au début dans la pleine ligne du pape Pie X qui met l'accent sur la communion plus fréquente, la baisse de l'âge de la communion privée et le respect d'une liturgie plus priante. Son long épiscopat commence dans l'épreuve, depuis le vote de la loi de séparation des Églises et de l'État. Entouré d'une foule de fidèles, il est expulsé, par les gendarmes, de l'évêché construit du temps de Casimir Wicart. En effet, comme partout en France, le gouvernement confisque les biens immobiliers de l'Église. Il emménage dans la maison, plus modeste, qui est encore au XXIe siècle l'évêché de Laval. Il effectue son voyage ad limina le 6 juillet 1912 auprès de Pie X. Il fait ordonner des prières de réparation en février 1914 dans son diocèse sur l'état socio-moral de la France et des prières spéciales en août 1914 au moment de la mobilisation des troupes.
En 1918, il demande au Saint-Siège de faire établir une messe et un office particulier pour Notre-Dame de Pontmain. Le dossier canonique de son prédécesseur ayant été égaré, il ouvre donc un second procès canonique en 1919, profitant que les 4 voyants sont toujours vivants. Et le 16 avril 1920, il reconnaît officiellement l'apparition mariale de Pontmain survenue le 17 janvier 1871.
En 1928, il consacre évêque Emmanuel Suhard qui fait une grande carrière, puisqu'il devient cardinal archevêque de Paris. Cependant, Eugène Grellier n'a pas particulièrement favorisé la carrière de ce professeur de théologie de son grand séminaire diocésain de Laval dont la sensibilité est différente de la sienne. Cette même année, il fait paraître un nouveau catéchisme pour son diocèse, mieux adapté.
Le pape Pie XI le nomme archevêque titulaire de Césarée-en-Cappadoce (de), le 15 juin 1936.
Après ces nombreuses années de travail, Eugène Grellier se retire dans une maison en haut de la rue des Fossés, à Laval, où il meurt le 23 février 1939. Il est inhumé dans la cathédrale de Laval.

## Armes
D'azur à la croix précieuse d'argent garnie d'or, sur le pied de laquelle est appuyé un livre d'argent ouvert, à la tranche d'or, portant un alpha et un oméga de sinople.

## Succession apostolique
Eugène Grellier a ordonné les évêques suivants :
- Évêque Constantin-Marie-Joseph Chauvin (1920)
- Cardinal Emmanuel Célestin Suhard (1928)

## Quelques publications
- Diocèse de laval, Lettre pastorale de l'évêque de Laval au clergé et aux fidèles de son diocèse sur la célébration de l'adoration perpétuelle et ordonnance à l'occasion du cinquantenaire de l'œuvre, 21 novembre 1908. In-4°, éd. Goupil, Laval, 1909
- Diocèse de Laval, Lettre (no 38) de l'évêque de Laval (Lois du chant ecclésiastique et sur la prononciation romaine du latin), 16 décembre 1912. In-4°; éd. Goupil, Laval, 1912
- Diocèse de Laval, Lettre pastorale (no 40) et mandement de l'évêque de Laval (Publication des Lettres apostoliques Magni faustique eventus et d'un Jubilé extraordinaire pour le 16e centenaire de la Paix de Constantin, 31 mars 1913.) In-4°, éd. Goupil, Laval, 1913